# Abdoulaye Magassouba
Pour les articles homonymes, voir Magassouba.

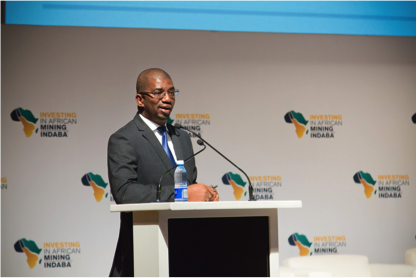
Présentation des opportunités du secteur minier guinéen par Abdoulaye Magassouba lors de la conférence Mining Indaba à Cape Town en février 2017

Abdoulaye Magassouba, né en mars 1976 à Macenta, est un économiste et homme politique guinéen. 
Nommé Ministre des Mines et de la Géologie dans le gouvernement de Mamady Youla, le 4 janvier 2016 puis reconduit le 26 mai 2018 dans le gouvernement Kassory I et II sous la présidence d'Alpha Condé jusqu'au 5 septembre 2021. 

## Biographie

### Famille et études
Abdoulaye Magassouba est le fils d’un fonctionnaire d’État, ingénieur agronome, qui a fait une vingtaine d’années de carrière au ministère de l’agriculture dans les localités de Macenta, Kindia, et Nzérékoré, avant de devenir administrateur territorial à Lola en Guinée Forestière puis à Tougué en Moyenne Guinée.  
Après avoir effectué ses études secondaires au lycée Sainte-Marie de Conakry classé 1er de la république de Guinée au baccalauréat 1 et 2 respectivement en 1994 et 1995, option sciences-mathématiques, il obtient une bourse d’études et intègre par la suite l’école de gestion et des technologies de l’Information, High Technology School in Morocco de Rabat (Maroc) d'où il sort major de sa promotion avec un diplôme d’études supérieures en gestion financière en 2000. 
Après quelques années d’activité professionnelle, il poursuit ses études à Williams College (États-Unis) grâce à une bourse du programme Fulbright et obtient un Master en Économie du Développement en 2011. Il sera également enseignant assistant et chercheur au centre de l’économie du développement de cette université américaine pour un semestre, avant de retourner en Guinée.

## Parcours professionnel

### Secteur privé
À son retour au pays du Maroc, au début des années 2000, Abdoulaye Magassouba se lance dans le secteur privé et devient auditeur dans le cabinet représentant Arthur Andersen puis KPMG en Guinée. À KPMG où il gravit rapidement différents échelons en effectuant des missions d’audit et de conseil auprès d’entités dans les secteurs des mines, des assurances, des télécommunications, de l’électricité, de la microfinance, du commerce et de l’industrie.  
En 2007, il devient directeur des agences de gestion fiduciaire de projets et travaille à la conception et la mise en œuvre de projets et programmes financés par des bailleurs multilatéraux (Banque mondiale, Nations Unies etc.) dont le Projet d’Appui au Plan National de Développement Sanitaire, le Projet Multisectoriel de lutte contre le SIDA et le projet de la 2e phase du round 2 du Fonds mondial pour le VIH/SIDA. 
En 2012, il choisit de devenir un consultant indépendant et effectue des missions pour des organismes internationaux tels que l’ONUSIDA, le Centre du Commerce International (CCI, Nations unies), la Banque Africaine de Développement et France Expertise Internationale.

### Secteur de l’administration publique

#### Conseiller à la Présidence de la République
En mars 2013, Abdoulaye Magassouba est nommé conseiller chargé du bureau de suivi et d’appui à la Présidence de la République. Il est chargé alors d’appuyer la mise en œuvre des projets prioritaires du Président de la République dans les secteurs des mines, de l’énergie et de l’agriculture. Il travaillera étroitement sur les projets miniers de GAC, Simandou, Boffa, sur la coopération stratégique Guinée-Abu Dhabi et le projet d’aménagement hydroélectrique de Souapiti.

## Ministre

### Ministre des Mines et de la Géologie
Le 4 janvier 2016, il devient ministres des mines et de la géologie dans le gouvernement de Mamady Youla dans lequel il prend fonction le 7 janvier. Au lendemain, de la crise à virus Ebola, qui avait fortement secoué l’économie guinéenne, il a la lourde tâche de relancer le secteur en attirant des investissements.

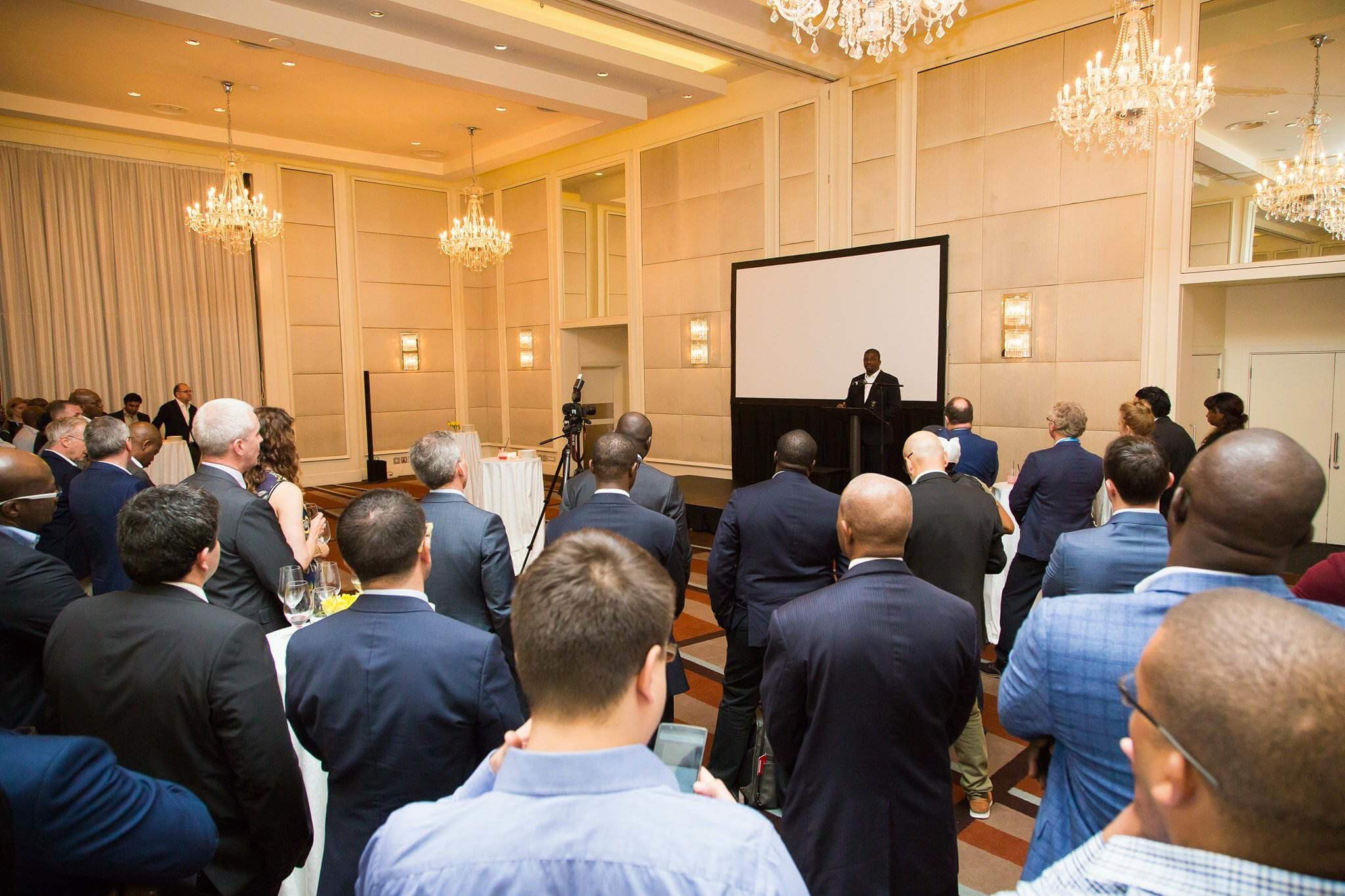
Le Ministre Abdoulaye Magassouba s'adressant devant un parterre d'investisseurs au Cap lors d'une réception organisée par le Ministère des Mines et de la Géologie de Guinée et la Chambre des Mines de Guinée

En avril 2016, il annonce le retrait de 142 permis miniers inactifs, dans le cadre de l’assainissement du cadastre minier, et la clôture de la renégociation des conventions et titres miniers engagée en 2012. Afin de faciliter les procédures d’obtention de divers permis et autorisations par les investisseurs, un guichet unique sera mis en place en juillet 2016. Le cadastre minier est modernisé et mis en ligne le 27 mars 2017. Il travaille aussi à accélérer la mise en œuvre de l’accord sur la mutualisation des infrastructures entre trois grandes sociétés du pays (GAC, Rusal et CBG) afin de réduire les coûts associés aux projets miniers.  
Dans le cadre de la transparence dans le secteur, la Commission Nationale des Mines, incluant la société civile, est mise en place par décret présidentiel en janvier 2017. 
Le pays maintien également sa conformité auprès de l’Initiative pour la Transparence dans les Industries Extractives (ITIE). Ces reformes permettront au secteur minier d’attirer plus de 3 milliards de dollars américains d’investissements entre 2016 et 2018, et un engagement inédit de plus 7 milliards de dollars américains additionnels jusqu’en 2025. Le pays passe de la 7e à la 3e place de producteur de bauxite,au monde en 2017, et se positionne comme le premier exportateur de bauxite vers la Chine.

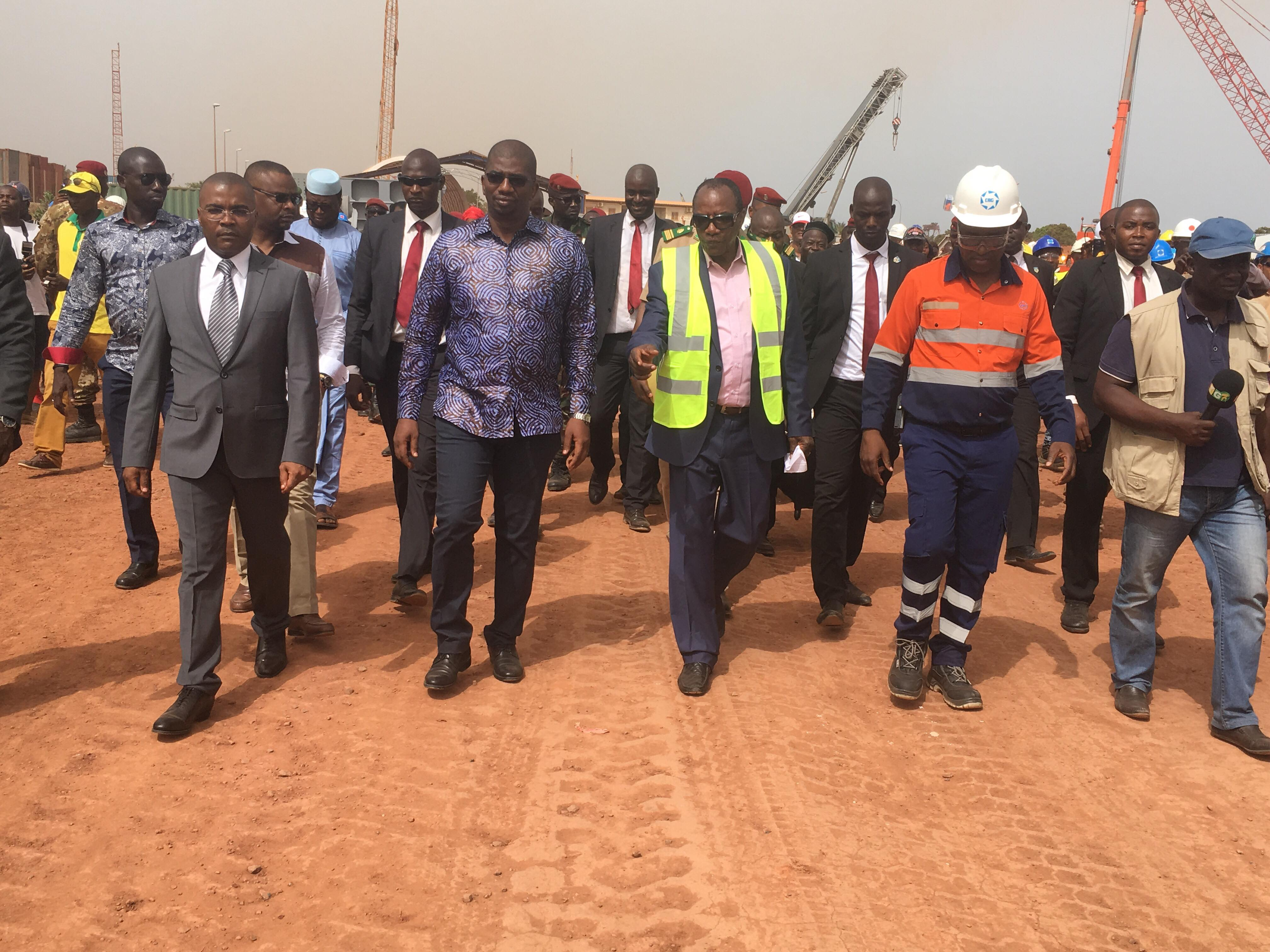

En ligne avec la nouvelle politique minière engagée depuis 2011, Abdoulaye Magassouba accorde une attention particulière à l’impact du secteur minier sur l’économie nationale et a mis le développement du contenu local, la transformation locale et la protection de l’environnement au centre de ses priorités. À cet effet, en juin 2016, une direction chargée du contenu local et des relations communautaires est créée au sein du Ministère.  En janvier 2017, avec le support du WEF, du Groupe de la Banque Mondiale et autres partenaires, et sous la présidence du Professeur Alpha Condé, il lance l’initiative pour un développement minier responsable (RMDI) afin de faciliter le dialogue entre les parties prenantes (sociétés minières, gouvernement et société civile) et relever les défis du secteur.  Le fonds de développement local (FODEL) est également rendu opérationnel en décembre 2018 pour le financement des projets de développement local à partir de la contribution directe des sociétés minières aux collectivités locales impactées par les activités minières.  Il participe activement aux négociations de l’accord-cadre avec le gouvernement chinois portant sur un prêt de 20 milliards pour le financement des infrastructures prioritaires remboursables par les revenus miniers futurs.  

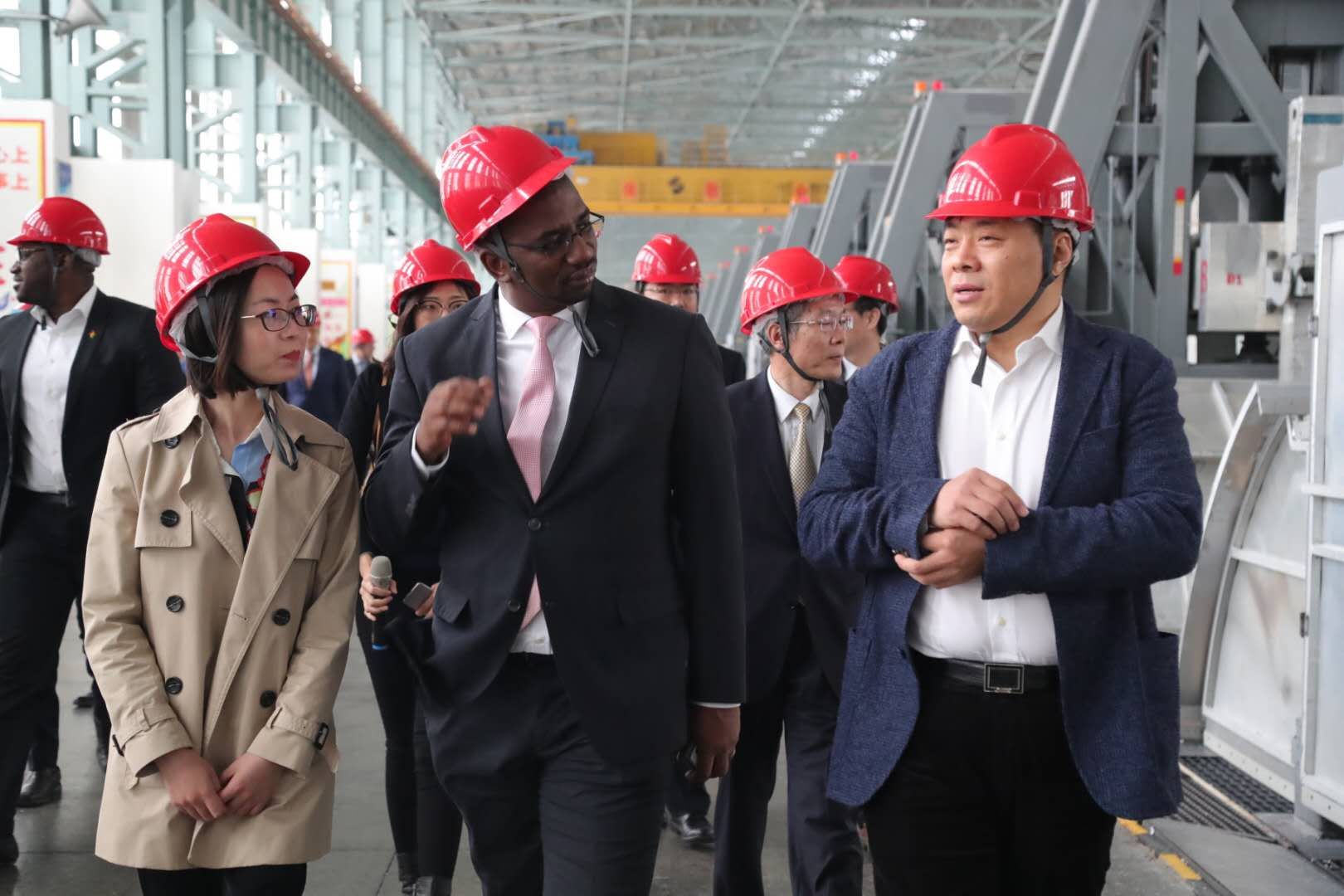
Abdoulaye Magassouba visite la raffinerie d'alumine du Groupe Weiqiao en Chine

Depuis sa prise de fonction il fait activement la promotion de la transformation locale. De nombreux projets tels que ceux de TBEA, Chalco, SBG, SMB etc. prévoient la construction de raffineries d’alumine ou de fonderies d’aluminium dans leurs conventions.  
Les réformes engagées dans le secteur sont reconnues par les investisseurs et par les partenaires au développement. La Guinée a été classée par la Banque mondiale parmi les 5 pays les plus réformateurs en 2017, grâce à une large contribution du secteur minier à la dynamique des réformes. 
Au-delà des réformes et des nouveaux projets miniers, le renforcement du contrôle dans le secteur a notamment permis de faire passer le taux de rapatriement des revenus d’exportation de l’or artisanal de 42% en 2016 à 95% permettant à l’économie guinéenne de près d’un milliard de dollars de fonds rapatriés en 2017.
Le 21 juin 2017, dans le cadre de l’amélioration de ses connaissances géologiques, un des principaux défis du secteur minier, le ministère des mines et de la géologie et la société britannique AMTEC ont réactivé un projet vieux de plus de 30 ans portant sur l’interprétation des données géophysiques et géologiques et la mise en place d’une banque de données géospatiales, et la cartographie à l’échelle 1/100 000e couvrant l’ensemble du territoire pour la première fois. Le Ministère des Mines a relancé le 23 novembre 2018 la recherche géologique locale après 40 ans d’arrêt.

## International

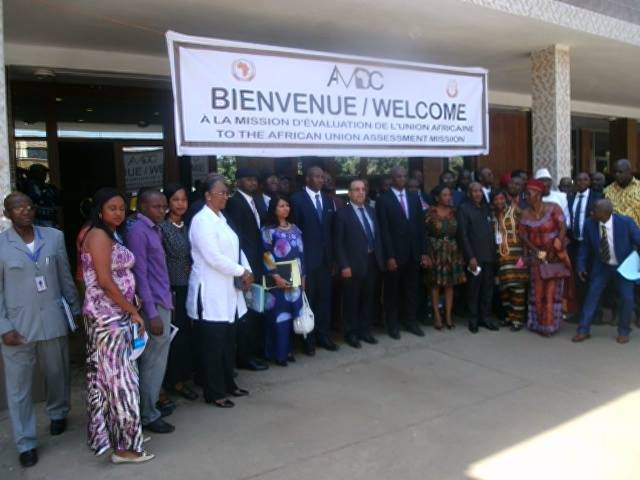
Abdoulaye Magassouba reçoit à Conakry une délégation de l'Union Africaine en mission venue évaluer la capacité du pays à abriter le siège du Centre africain de développement minier (CADM).

En avril 2017, lors de la 5e conférence de l'Association des producteurs de diamants (ADPA), Abdoulaye Magassouba est nommé à la tête de l'association. 
Il s’implique activement dans le dossier de candidature de la Guinée pour abriter le Centre africain de développement minier (CADM). En mars 2016, la Guinée est présélectionnée avec le Kenya, le Mali, la Zambie et le Soudan pour accueillir l’institution. La Guinée est officiellement choisie pour abriter le Centre Africain du Développement Minier, lors du Sommet des Chefs d’États et de Gouvernements de l’Union Africaine tenu à Nouakchott (Mauritanie) du 25 juin au 2 juillet 2018. 